# マット・バスビー
サー・アレクサンダー・マシュー・バスビー CBE KCSG（Sir Alexander Matthew Busby CBE KCSG, 1909年5月26日 - 1994年1月20日）、通称 マット・バスビー (Matt Busby) は、イギリス・スコットランド出身の元サッカー選手、元指導者。
イングランドのマンチェスター・ユナイテッドFCの監督を長年務めたことで知られる。

## 経歴
1909年、スコットランド中部・ノース・ラナークシャーのオービストン (Orbiston) という鉱山の村に生まれる。幼い頃に父とその兄弟たちを第一次世界大戦で失った。
選手時代
1928年、イングランドのサッカークラブ、マンチェスター・シティFCで選手キャリアを始める。1934年にはFAカップで優勝を経験。1936年からはリヴァプールFCにも在籍し、のちにリヴァプールの監督として黄金期を築くボブ・ペイズリー (Bob Paisley) らと共にプレーした。選手時代のバスビーは当初フォワード（インサイド）を務めていたが、キャリア途中でハーフバックに転向。足技に優れ、特にパスの能力に長けた選手だった。スコットランド代表にも選出され、公式記録としては、1933年10月5日のブリティッシュ・ホーム・チャンピオンシップ、対ウェールズ戦が代表初キャップとなっている。
1939年、第二次世界大戦勃発に伴い、バスビーはプロ選手生活の中断を余儀なくされた。その後リヴァプールの他の選手・スタッフたちと同様に、バスビーもイギリス陸軍・王立リヴァプール連隊に従軍した。また、戦時中も非公式ながらプレーを続け、チェルシーFCやミドルスブラFC、レディングFCなどで試合に参加した記録が残っている。
指導者の道へ
戦争が終わった頃、36歳になっていたバスビーは、リヴァプール側から打診されたコーチングスタッフ職の話を断り、1946年10月よりマンチェスター・ユナイテッドFCでの監督生活を始める。就任直後のシーズンから古巣リヴァプールと肉薄する闘いぶりで、いきなりリーグ2位の好成績を挙げた。その後のシーズンも毎年優勝争いに加わり、1952年にはついに自身初のリーグ優勝を成し遂げた。
終戦直後とあってクラブの台所事情は厳しかったが、バスビーは若手選手のスカウト、育成に重きを置くことにより、長期的視野での戦力強化に取り掛かった。この頃バスビーが見出した選手にダンカン・エドワーズ、ボビー・チャールトンらがいる。この若いチームは「バスビー・ベイブス」（Busby Babes, バスビーの子どもたち）と呼ばれ、1956年からは国内リーグ2連覇を達成する快進撃を繰り広げた。
悲劇
クラブ経営も軌道に乗ってきていた1958年2月6日、突然の悲劇がバスビー・ベイブスを襲った。UEFAチャンピオンズカップを戦うためユーゴスラビアを訪れたユナイテッドの一行は、強行日程のため試合後すぐに飛行機でマンチェスターへの帰路に就いた。給油のため西ドイツのミュンヘン・リーム空港に立ち寄った際、当時ヨーロッパを襲っていた大寒波の影響で飛行機が離陸に失敗、滑走路外の民家に激突し大破した。この事故で主将ダンカン・エドワーズを含むユナイテッドの選手8名とクラブスタッフ3名が死亡。またバスビー自身も重傷を負い、一時は生命も危ぶまれた。エドワーズらイングランド代表選手を抱え、国内リーグの優勝候補筆頭としてチームが円熟味を増していた矢先の出来事だっただけに、この事故はマンチェスターのみならずイギリス全土に大きな悲しみを与えた。この年、バスビーに大英帝国勲章 (CBE) が贈られている。
（事故についてはミュンヘンの悲劇の項も参照）
悲願達成

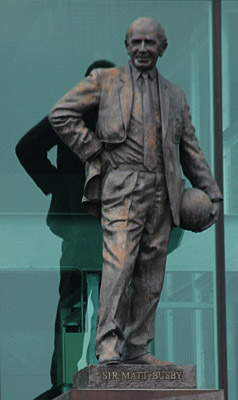
オールド・トラッフォード正面玄関に建つマット・バスビーの銅像

一時はフットボールへの情熱を失ったバスビーだったが、夫人らの説得もあり翌シーズンから現場に復帰。同じく事故のショックから立ち直ったボビー・チャールトンをチームの柱に据え、クラブの建て直しに着手した。
1960年代に入ると、ジョージ・ベストやデニス・ローといった才能が次々に頭角を現し、1963年のFAカップ優勝、1965年と1967年には国内リーグも制した。そして迎えた1968年5月29日、ロンドンのウェンブリー・スタジアムで行われたチャンピオンズカップ決勝戦 (1968 European Cup Final) において、ベンフィカ（ポルトガル）を 4 - 1 で破り、10年前道半ばで潰えた悲願を達成した。ユナイテッドが挙げた4点の中には、主将ボビー・チャールトンの2得点が含まれている。同年、チャンピオンズカップ優勝の功績を称えられ、バスビーにナイトの称号が与えられた。
勇退、その後
1969年、バスビーはユナイテッドの監督職を後進に一旦譲るが、クラブが成績不振に陥ったことにより、1970年から再度1シーズン指揮を執った。1971年に勇退、その後も取締役としてクラブに残り、行く末を見守り続けた。監督としての通算成績は、計24シーズンで1,159試合、581勝271分け307敗。勝率は5割を超える。
1994年1月20日、癌のため死去。84歳だった。
1999年、スペインバルセロナのカンプ・ノウで行われたUEFAチャンピオンズリーグの決勝戦にて、マンチェスター・ユナイテッドはバイエルン・ミュンヘンを劇的な逆転勝利で下し、1968年以来クラブ史上2度目となる栄冠を勝ち取り、このシーズンはプレミアリーグとFAカップも含めて三冠を達成した。決勝戦が行われた5月26日という日付は、バスビーの90回目の誕生日であった。この奇妙な一致について、マンチェスター・ユナイテッド監督であり、またバスビーと同じくサッカースコットランド代表監督を務めたこともあるアレックス・ファーガソンは「きっと彼が味方してくれたのだろう」とコメントした。
また、ミュンヘンの悲劇から半世紀後となる2008年には、マンチェスター・ユナイテッドがロシアの首都モスクワにて3度目のUEFAチャンピオンズリーグ制覇を果たした。この勝利は『ユナイテッド -ミュンヘンの悲劇-』にてエンドロール前にもテロップとして出たが、当事故の犠牲者に捧げられた。
マンチェスター・ユナイテッドのホームスタジアム、オールド・トラッフォードの現在の住所は "Sir Matt Busby Way" と呼ばれている。スタジアム正面玄関には左手にボールを抱えたバスビーの像が鎮座し、スタジアムにやってくる人々を出迎えている。

## 備考
- バスビーは1958年1月から、ユナイテッド監督と兼務する形でスコットランド代表監督に就任していた。同年開催の1958 FIFAワールドカップを見据えての人事であったが、2月に前述のミュンヘンでの事故によって指導することが出来なくなり、代わってドーソン・ウォーカーが監督代行として本選で指揮を執った。ちなみにこのわずか1ヶ月の在任期間にバスビーは2試合の指揮を執ったが、この中でのちにユナイテッドの中心選手となるデニス・ローに代表初キャップの機会を与えている。
- マンチェスター・ユナイテッドの愛称として有名な "The Red Devils" （赤い悪魔）は、バスビーによって名付けられた。1960年代初頭、マンチェスター近傍のラグビークラブ、Salford Rugby Club （現Salford City Reds）の愛称だった "The Red Devils" の響きをバスビー自身が気に入り、採用したものだという。
- シーズンを通して活躍したユナイテッドの選手の中から、ファン投票で選ばれた選手に贈られる "The Sir Matt Busby Player of the Year Award" という賞がある。過去にはエリック・カントナやデビッド・ベッカム、ロイ・キーン、ルート・ファン・ニステルローイ、ガブリエル・エインセらが受賞している。
- ビートルズの楽曲、『ディグ・イット (Dig It) 』の曲中にバスビーの名が登場する。
- 選手時代、国勢調査にて調査員に職業を尋ねられたバスビーは "footballer" と答えたが、調査員は "fruit boiler" と聞き違えそのまま記載されたことがある。
- ボニーリッグ・ローズ・アスレチックFCというセミプロのクラブでプレーしていたショーン・コネリーにマンチェスター・U入りのオファーを出したが、コネリーが断ったため入団には至らなかった[1]。

## 所属クラブ
選手として
- 1928 - 1936 :  マンチェスター・シティFC
- 1936 - 1939 :  リヴァプールFC 125試合出場 3得点

監督として
- 1946 - 1969, 1970 - 1971 :  マンチェスター・ユナイテッドFC

## 獲得タイトル
選手として
- マンチェスター・シティFC
  - FAカップ 1回 (1934)

監督として
- リーグチャンピオンシップ 5回 (1952, 1956, 1957, 1965, 1967)
- FAカップ 2回 (1948, 1963)
- UEFAチャンピオンズカップ 1回 (1968)
- チャリティシールド 5回 (1952, 1956, 1957, 1965, 1967)

その他
- イングランドサッカー殿堂 (2002)